# Honorat
Honoratⓘ – imię męskie pochodzenia łacińskiego. Wywodzi się od słowa honoratus, oznaczającego „szanowany, darzony szacunkiem”. Patronami imienia są m.in. św. Honorat z Arles i bł. Honorat Koźmiński.
Żeński odpowiednik: Honorata.
Honorat imieniny obchodzi: 8 lutego, 16 maja i 21 grudnia.